# Rock’n’Roll Circus
Rock’n’Roll Circus – jedenasty album Ayumi Hamasaki. Płyta ukazała się 14 kwietnia 2010 roku. Został wydany w wersji CD, CD+DVD oraz w specjalnym box'ie zawierającym płytę CD+DVD, koncert Arena Tour 2009, kubek i herbatę. Na CD znajduje się 15 piosenek (5 wydane wcześniej na singlach). Album dotychczas zdobył certyfikat  Platinum za sprzedaż w liczbie 250 000 egzemplarzy.

## Lista utworów
CD
| #                | Tytuł                                   | Muzyka         | Aranżacja   | Czas |
| ---------------- | --------------------------------------- | -------------- | ----------- | ---- |
| 1                | "THE introduction"                      | CMJK           | CMJK        | 1:39 |
| 2                | "Microphone"                            | Yuta Nakano    | Yuta Nakano | 4:23 |
| 3                | "count down"                            | Tetsuya Yukumi | CMJK        | 4:34 |
| 4                | "Sunset 〜LOVE is ALL〜"                | Hana Nishimura | Yuta Nakano | 5:46 |
| 5                | "BALLAD"                                | D.A.I          | Yuta Nakano | 5:20 |
| 6                | "Last Links"                            | Tetsuya Yukumi | CMJK        | 3:56 |
| 7                | "montage"                               | Yuta Nakano    | Yuta Nakano | 1:40 |
| 8                | "Don't look back"                       | Yuta Nakano    | CMJK        | 4:07 |
| 9                | "Jump!"                                 | CMJK           | CMJK        | 1:36 |
| 10               | "Lady Dynamite"                         | Kazuhiro Hara  | CMJK        | 4:17 |
| 11               | "Sexy little things"                    | Yuta Nakano    | Yuta Nakano | 3:58 |
| 12               | "Sunrise 〜LOVE is ALL〜"               | Hana Nishimura | CMJK        | 4:46 |
| 13               | "meaning of Love"                       | Tetsuya Yukumi | HIKARI      | 5:20 |
| 14               | "You were..."                           | Kazuhiro Hara  | HΛL         | 4:48 |
| 15               | "RED LINE 〜for TA〜 (album version)    | Tetsuya Yukumi | Yuta Nakano | 5:46 |
| Ścieżka bonusowa |                                         |                |             |      |
| 16               | "MOON" (Available for Team Ayu members) |                |             | 5:47 |

DVD
| #  | Tytuł                                                                    | Reżyser                       | Czas |
| -- | ------------------------------------------------------------------------ | ----------------------------- | ---- |
| 1  | "Sunrise 〜LOVE is ALL〜" (teledysk)                                     | Wataru Takeishi               | 4:51 |
| 2  | "Sunset 〜LOVE is ALL〜" (teledysk)                                      | Wataru Takeishi               | 5:44 |
| 3  | "You were..." (teledysk)                                                 | Masashi Muto                  | 5:11 |
| 4  | "BALLAD" (teledysk)                                                      | Takahide Ishii                | 5:48 |
| 5  | "Sexy little things" (teledysk)                                          | Masashi Muto                  | 4:23 |
| 6  | "Microphone" (teledysk)                                                  | Masashi Muto                  | 4:27 |
| 7  | "Don't look back" (teledysk)                                             | Hideaki Sunaga                | 4:10 |
| 8  | "Lady Dynamite" (teledysk)                                               | Kazuyoshi Shimomura           | 4:17 |
| 9  | "Sunrise 〜LOVE is ALL〜" (making clip)                                  | Keisuke Onodera, Jin Koyanagi | 4:43 |
| 10 | "Sunset 〜LOVE is ALL〜" (making clip)                                   | Keisuke Onodera, Jin Koyanagi | 3:07 |
| 11 | "You were..." (making clip)                                              | Keisuke Onodera, Jin Koyanagi | 3:03 |
| 12 | "BALLAD" (making clip)                                                   | Keisuke Onodera, Jin Koyanagi | 3:13 |
| 13 | "Sexy little things" (making clip)                                       | Keisuke Onodera, Jin Koyanagi | 2:56 |
| 14 | "Microphone" (making clip)                                               | Keisuke Onodera, Jin Koyanagi | 2:57 |
| 15 | "Don't look back" (making clip)                                          | Keisuke Onodera, Jin Koyanagi | 3:03 |
| 16 | "Lady Dynamite" (making clip)                                            | Keisuke Onodera, Jin Koyanagi | 3:08 |
| 17 | ""ayumi hamasaki ARENA TOUR 2009 A 〜NEXT LEVEL〜" DIGEST" (bonus track) |                               | 5:36 |

DVD2 Ayumi Hamasaki Arena Tour 2009: NEXT LEVEL (special limited box CD+4DVD)
| #  | Tytuł                     | Czas |
| -- | ------------------------- | ---- |
| 1  | "Pieces of SEVEN"         |      |
| 2  | "Rule"                    |      |
| 3  | "UNITE!"                  |      |
| 4  | "Disco–munication"        |      |
| 5  | "EnergizE"                |      |
| 6  | "Sunrise 〜LOVE is ALL〜" |      |
| 7  | "Load of the SHUGYO"      |      |
| 8  | "LOVE 'n' HATE"           |      |
| 9  | "identity"                |      |
| 10 | "In The Corner"           |      |
| 11 | "HOPE or PAIN"            |      |
| 12 | "GREEN"                   |      |
| 13 | "Days"                    |      |
| 14 | "evolution"               |      |
| 15 | "Signal"                  |      |
| 16 | "rollin’"                 |      |
| 17 | "Sparkle"                 |      |
| 18 | "Bridge to the sky"       |      |
| 19 | "NEXT LEVEL"              |      |

DVD3 Ayumi Hamasaki Arena Tour 2009: NEXT LEVEL (special limited box CD+4DVD)
| #  | Tytuł                    | Czas |
| -- | ------------------------ | ---- |
| 20 | "Curtain call"           |      |
| 21 | "Sunset 〜LOVE is ALL〜" |      |
| 22 | "everywhere nowhere"     |      |
| 23 | "Humming 7/4"            |      |
| 24 | "Boys & Girls"           |      |
| 25 | "MY ALL"                 |      |

## Personel
- Ayumi Hamasaki: wokal, wokal wspierający
- Miwako Hamada: chór
- Yōko Yamazaki: chór
- Nobou Eguchi: perkusja
- Enrique: gitara basowa
- Yoshio Nomura: gitara
- Yoshihiro Tomonari: keyboard
- Yosuke Miyazaki: keyboard
- tancerze: Tsuyoshi Otsubo, Shuya Mizuno, Yusaku Jin, Subaru Tomita, Maroka Nomura, Ryōji Akima, Kayano Nomura, Chisa Maehara, Midori Saito, Aki Yoneda